# Tiên đề tách

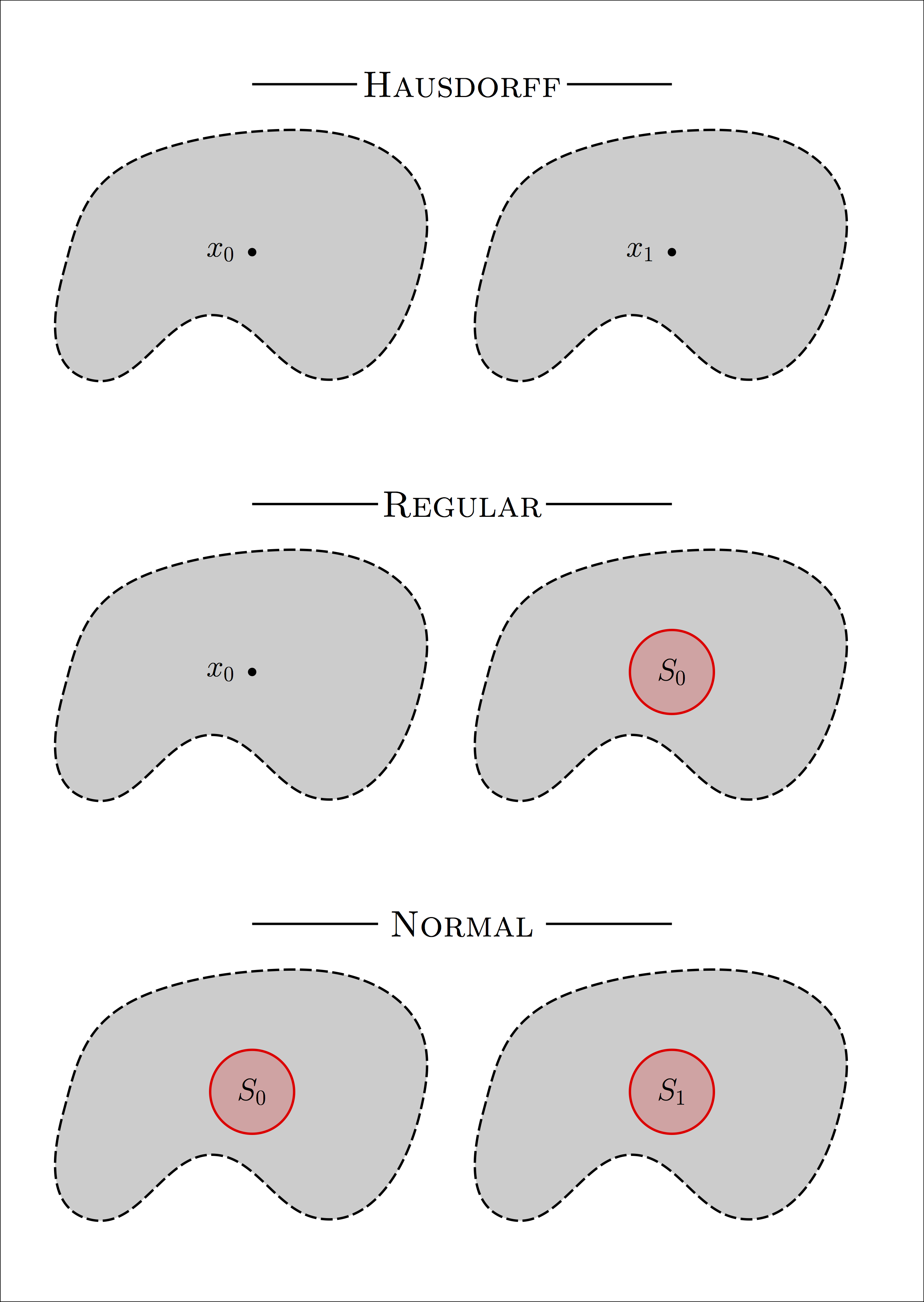
Hình minh họa một số tiên đề tách. Các vùng đường viền đứt đoạn vô định hình màu xám biểu thị các tập hợp mở xung quanh các tập hợp hoặc điểm khép kín rời rạc: các vòng tròn đường viền đặc màu đỏ biểu thị các tập hợp đóng trong khi các chấm đen biểu thị các điểm.

Trong tô pô và các lĩnh vực toán học liên quan, có một số hạn chế mà người ta thường mắc phải đối với các loại không gian tôpô mà người ta muốn xem xét. Một số hạn chế này được đưa ra bởi các tiên đề tách . Chúng đôi khi được gọi là tiên đề tách Tychonoff, theo tên của Andrey Tychonoff.
Tiên đề tách là tiên đề chỉ theo nghĩa mà khi xác định khái niệm về không gian tôpô, người ta có thể thêm các điều kiện này làm tiên đề phụ để có được khái niệm hạn chế hơn về không gian tôpô là gì. Cách tiếp cận hiện đại là sửa chữa một lần và cho tất cả các tiên đề của không gian tôpô và sau đó nói về các loại không gian tôpô. Tuy nhiên, thuật ngữ "tiên đề tách" đã bị mắc kẹt. Tiên đề tách được ký hiệu bằng chữ "T" theo tên tiếng Đức Trennungsaxiom, có nghĩa là "tiên đề tách."
Ý nghĩa chính xác của các thuật ngữ liên quan đến tiên đề tách đã thay đổi theo thời gian, như được giải thích trong Lịch sử tiên đề tách. Điều quan trọng là phải hiểu định nghĩa của các tác giả về từng điều kiện được đề cập để biết chính xác ý nghĩa của chúng, đặc biệt là khi đọc các tài liệu cũ.

## Định nghĩa sơ bộ
Trước khi chúng ta tự định nghĩa các tiên đề phân tách, chúng ta đưa ra ý nghĩa cụ thể cho khái niệm các tập hợp (và điểm) phân tách trong không gian tôpô. (Các tập hợp được phân tách không giống như các không gian được phân tách, được định nghĩa trong phần tiếp theo. )
Tiên đề tách nói về việc sử dụng các phương tiện tôpô để phân biệt các tập rời rạc và các điểm riêng biệt. Nó không đủ để các phần tử của một không gian tôpô khác biệt (nghĩa là không bằng nhau); chúng ta có thể muốn chúng có thể phân biệt được về mặt cấu trúc liên kết . Tương tự, nó không đủ để các tập con của một không gian tôpô rời rạc; chúng tôi có thể muốn chúng được tách biệt (theo bất kỳ cách nào). Các tiên đề phân tách, bằng cách này hay cách khác, tất cả đều nói rằng các điểm hoặc tập hợp có thể phân biệt hoặc tách biệt theo một nghĩa yếu nào đó cũng phải được phân biệt hoặc tách biệt theo một nghĩa mạnh hơn.
Cho X là một không gian tôpô. Khi đó, hai điểm x và y trong X có thể phân biệt được về mặt cấu trúc liên kết nếu chúng không có chính xác các vùng lân cận giống nhau (hoặc tương đương với các vùng lân cận mở giống nhau); nghĩa là, ít nhất một trong số chúng có vùng lân cận không phải là vùng lân cận của điểm kia (hoặc tương đương có một tập hợp mở mà một điểm thuộc về nhưng điểm kia thì không).
Hai điểm x và y tách biệt nhau nếu mỗi điểm có lân cận không phải là lân cận của điểm kia; nghĩa là, không thuộc về phần đóng của điểm kia. Nói một cách tổng quát hơn, hai tập con A và B của X được tách biệt nếu mỗi tập không tách rời khỏi phần đóng của tập kia. (Bản thân các tập đóng không nhất thiết phải rời rạc. ) Tất cả các điều kiện còn lại để tách các tập hợp cũng có thể được áp dụng cho các điểm (hoặc cho một điểm và một tập hợp) bằng cách sử dụng các tập đơn. Các điểm x và y sẽ được coi là phân tách, theo vùng lân cận, bởi vùng lân cận đóng, bởi một hàm liên tục, chính xác bởi một hàm, nếu và chỉ khi các tập đơn lẻ của chúng {x} và {y} được phân tách theo tiêu chí tương ứng.
Các tập con A và B được ngăn cách bởi các vùng lân cận nếu chúng có các vùng lân cận rời nhau. Chúng được ngăn cách bởi các vùng lân cận khép kín nếu chúng có các vùng lân cận khép kín rời rạc. Chúng được phân tách bởi một hàm liên tục nếu tồn tại một hàm f liên tục từ không gian X đến dòng thực R sao cho ảnh f ( A ) bằng {0} và f ( B ) bằng {1}. Cuối cùng, chúng được phân tách chính xác bởi một hàm liên tục nếu tồn tại một hàm liên tục f từ X đến R sao cho tiền nghiệm f −1 ({0}) bằng A và f −1 ({1}) bằng B.
Các điều kiện này được đưa ra theo thứ tự tăng cường mạnh dần: Bất kỳ hai điểm nào có thể phân biệt được về mặt cấu trúc đều phải khác biệt và hai điểm tách biệt bất kỳ phải có thể phân biệt được về mặt cấu trúc liên kết. Bất kỳ hai tập hợp được tách biệt nào phải được tách rời nhau, hai tập hợp bất kỳ được phân tách bởi các vùng lân cận phải được tách biệt, v.v.
Để biết thêm về các điều kiện này (bao gồm cả việc sử dụng chúng bên ngoài tiên đề phân tách), hãy xem các bài viết Tập hợp được phân tách và Khả năng phân biệt tôpô.

## Định nghĩa chính
Các định nghĩa này về cơ bản đều sử dụng các định nghĩa sơ bộ ở trên.
Nhiều tên trong số này có ý nghĩa thay thế trong một số tài liệu toán học, như được giải thích trên Lịch sử của các tiên đề tách; ví dụ, nghĩa của "bình thường" và "T4 " đôi khi được hoán đổi cho nhau, tương tự như "thông thường" và "T3 ", v.v. Nhiều khái niệm cũng có một số tên gọi; tuy nhiên, cái được liệt kê đầu tiên luôn ít có khả năng mơ hồ nhất.
Hầu hết các tiên đề này đều có các định nghĩa thay thế với cùng ý nghĩa; các định nghĩa được đưa ra ở đây rơi vào một mẫu nhất quán liên quan đến các khái niệm khác nhau về sự tách biệt được xác định trong phần trước. Các định nghĩa khả thi khác có thể được tìm thấy trong các bài viết riêng lẻ.
- Không gian T0: Một không gian tôpô được gọi là không gian T0 nếu với hai điểm {\displaystyle {\mbox{x,y}}\in {\mbox{X}}}, {\displaystyle {\mbox{x}}\neq {\mbox{y}}} có tập mở chứa x mà không chứa y hoặc có tập mở chứa y mà không chứa x.
- Không gian T1: Một không gian tôpô được gọi là không gian T1 nếu với mọi điểm {\displaystyle {\mbox{x}}\neq {\mbox{y}}} có một tập mở chứa x mà không chứa y và một tập mở chứa y mà không chứa x.
- Không gian T2: Một không gian tôpô được gọi là không gian T2 hay "Hausdorff" nếu với mọi {\displaystyle {\mbox{x}}\neq {\mbox{y}}} có 2 tập mở rời nhau {\displaystyle {\mbox{U}}} và {\displaystyle {\mbox{V}}} sao cho {\displaystyle {\mbox{x}}\in {\mbox{U}}} và {\displaystyle {\mbox{y}}\in {\mbox{V}}}.
- Không gian T3: Một không gian T1 được gọi là không gian T3 hay "chính tắc" nếu với mọi {\displaystyle {\mbox{x}}\notin {\mbox{F}}} có 2 tập mở {\displaystyle {\mbox{U}}\neq {\mbox{V}}} sao cho {\displaystyle {\mbox{x}}\in {\mbox{U}}} và {\displaystyle {\mbox{F}}\subset {\mbox{V}}}.
- Không gian T4: Một không gian T1 được gọi là không gian T4 hay "chuẩn tắc" nếu với hai tập đóng rời nhau {\displaystyle {\mbox{F}}} và {\displaystyle {\mbox{G}}} có 2 tập mở rời nhau {\displaystyle {\mbox{U}}} và {\displaystyle {\mbox{V}}} sao cho {\displaystyle {\mbox{F}}\subset {\mbox{U}}} và {\displaystyle {\mbox{G}}\subset {\mbox{V}}}.

## Ví dụ
- Không gian tô pô điểm đặc biệt là không gian T0.
- Không gian tô pô phần bù hữu hạn là không gian T1.
- {\displaystyle \mathbb {R} } dưới tô pô Euclide tạo thành không gian T4.

## Mệnh đề
- Một không gian là T1 khi và chỉ khi tập chỉ có một điểm là tập đóng.

## Hệ quả
- Ta rút ra được hệ quả sau: T4 {\displaystyle \Rightarrow } T3 {\displaystyle \Rightarrow } T2 {\displaystyle \Rightarrow } T1 {\displaystyle \Rightarrow } T0.

 Một số phản ví dụ cho chiều ngược lại:
- Không gian không T0: Không gian có nhiều hơn một phần tử với tôpô hiển nhiên thì không T0.
- T0 nhưng không T1: một tập có ít nhất 2 phần tử với tôpô điểm đặc biệt là không gian T0 nhưng không T1.

## Định lý
- Không gian metric bất kì thì chuẩn tắc.
- Một không gian T1 là chính tắc khi và chỉ khi với một điểm x và một tập mở U chứa x được cho trước thì có một tập mở V sao cho {\displaystyle x\in {V}\subset {\overline {V}}\subset {U}}.
- Một không gian T1 là chuẩn tắc khi và chỉ khi với một tap đóng C và một tập mở U chứa C được cho trước thì có một tập mở V sao cho {\displaystyle C\subset {V}\subset {\overline {V}}\subset {U}}.